# Vektorisation
Vektorisation (auch Vektorisierung) bezeichnet in der Biochemie und Pharmakologie die Verbesserung der Aufnahme eines Wirkstoffs durch belebte und unbelebte Vektoren (virale Vektoren, Transfektionsreagenzien und -methoden).

## Eigenschaften
Bei manchen Wirkstoffklassen ist die Aufnahme in einen Organismus und anschließend die Aufnahme in Zellen stark begrenzt. Dazu zählen unter anderem große Moleküle wie Proteine und Nukleinsäuren, aber auch hydrophobe niedermolekulare Verbindungen.
Die Aufnahme kann über verschiedene Wege gesteigert werden, beispielsweise durch Schutz vor Abbau, Verbesserung der Löslichkeit oder Minderung der Toxizität. Ebenso kann über die Vektorisation die Wirkstoffkonzentration räumlich, zeitlich und mengenmäßig gesteuert werden.